# Scarlets
Maillots
Actualités
Dernière mise à jour : 22 septembre 2024.
Les Scarlets sont une sélection provinciale galloise de rugby à XV participant au United Rugby Championship et à la Champions Cup/Challenge Cup.
Cette sélection est fondée en 2003 par la réunion des clubs de Llanelli RFC et des clubs locaux. Il joue depuis 2008 dans le nouveau stade Parc y Scarlets, en remplacement du Stradey Park et du Racecourse Ground.

## Historique

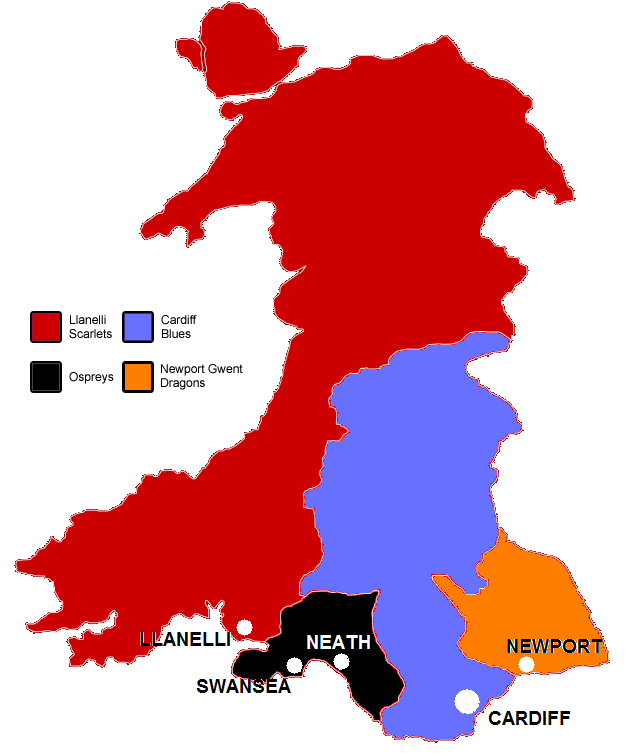
Aires représentées par les équipes galloises de Celtic League.

Confronté à des problémes financiers et à une dispersion des talents locaux dans les neufs clubs de sa première division, la WRU lance un processus de réorganisaiton de ses clubs en 2001.
Un accord est trouvé en avril 2003, qui établit cinq nouvelles équipes régionales.
La sélection provinciale est fondée en juillet 2003, sur la base du club Llanelli RFC. Leur nom signifie en anglais les « Écarlates », parce que le rouge écarlate est la couleur principale du club.
Le nom de la franchise est réduit en juillet 2008 au nom Scarlets, abandonnant toute allusion géographique.
Les Scarlets représentent et entretiennent des liens avec les clubs semi-professionnel des comtés de Carmarthenshire, de Ceredigion et de Pembrokeshire.

## Stades
De 2003 à 2007, les Scarlets jouent la plupart de leurs matchs à domicile au Stradey Park de Llanelli (et qui est également le stade de Llanelli RFC). Cependant, ils jouent plusieurs matchs au Racecourse Ground de Wrexham, afin de promouvoir la représentation géographique de la province. La saison 2006-2007 est prévue pour être la dernière saison jouée au Stradey Park avant sa démolition. Ils y jouent alors chaque match à domicile pour célébrer le terrain historique. Le dernier match au Stradey Park a lieu le 24 octobre 2008 contre Bristol.
Le nouveau stade des Scarlets et de Llanelli RFC est le Parc y Scarlets. Le coût du nouveau stade fut de 23 millions £ pour une capacité de 14 870 spectateurs. Le premier match organisé dans le stade opposa Llanelli RFC contre Cardiff RFC le 15 novembre 2008, et le premier match des Scarlets contre le Munster le 28 novembre 2008.

## Palmarès
Le tableau suivant récapitule les performances des Scarlets dans les diverses compétitions nationales et européennes.
| Compétitions nationales                                                                       | Compétitions européennes                                                                                          |
| --------------------------------------------------------------------------------------------- | --- |
| Celtic League / Pro12 - Champion (2) : 2004, 2017 Coupe anglo-galloise - Finaliste (1) : 2006 | Coupe d'Europe - Demi-finaliste (2) : 2007, 2018 Challenge européen : - Quart de finaliste (2) : 2010, 2012, 2020 |

## Personnalités du club

### Effectif 2025-2026
| Nom                      | Naissance         | Nationalité sportive | Sélections (points) | Dernier club      | Arrivée au club |
| Talonneurs               |                   |                      |                     |                   |                 |
| Ryan Elias               | 7 janvier 1995    | Pays de Galles       | 44 (20)             | Formé au club     | 2013            |
| Marnus van der Merwe     | 17 février 1997   | Afrique du Sud       | 1 (10)              | Cheetahs          | 2024            |
| Piliers                  |                   |                      |                     |                   |                 |
| Alec Hepburn             | 30 mars 1993      | Écosse               | 5 (0)               | Exeter Chiefs     | 2024            |
| Archer Holz              | 1er mars 2000     | Australie            | -                   | Waratahs          | 2024            |
| Kemsley Mathias          | 29 juillet 1999   | Pays de Galles       | 5 (0)               | Formé au club     | 2021            |
| Harri O'Connor           | 29 octobre 2000   | Pays de Galles       | 4 (0)               | Formé au club     | 2022            |
| Sam O'Connor             | 11 décembre 2001  | Pays de Galles       | -                   | Formé au club     | 2023            |
| Henry Thomas             | 30 octobre 1991   | Pays de Galles       | 7 (0)               | Castres olympique | 2024            |
| Deuxièmes lignes         |                   |                      |                     |                   |                 |
| Jake Ball                | 21 juin 1991      | Pays de Galles       | 50 (0)              | NEC Green Rockets | 2025            |
| Max Douglas              | 1er janvier 2000  | Australie            | -                   | Canon Eagles      | 2024            |
| Sam Lousi                | 20 juillet 1991   | Tonga                | 16 (5)              | Hurricanes        | 2019            |
| Jac Price                | 4 août 2000       | Pays de Galles       | -                   | Formé au club     | 2020            |
| Troisièmes lignes aile   |                   |                      |                     |                   |                 |
| Tristan Davies           | 30 septembre 2001 | Pays de Galles       | -                   | Ospreys           | 2025            |
| Dan Davis                | 17 septembre 1998 | Pays de Galles       | -                   | Formé au club     | 2017            |
| Josh Macleod             | 27 octobre 1996   | Pays de Galles       | 4 (0)               | Formé au club     | 2016            |
| Jarrod Taylor            | 15 février 2001   | Afrique du Sud       | -                   | Western Province  | 2024            |
| Ben Williams             | 23 avril 2002     | Pays de Galles       | -                   | Formé au club     | 2023            |
| Troisièmes lignes centre |                   |                      |                     |                   |                 |
| Taine Plumtree           | 9 mars 2000       | Pays de Galles       | 8 (0)               | Blues             | 2023            |
| Demis de mêlée           |                   |                      |                     |                   |                 |
| Dane Blacker             | 6 juillet 1998    | Pays de Galles       | -                   | Dragons RFC       | 2025            |
| Gareth Davies            | 18 août 1990      | Pays de Galles       | 77 (85)             | Formé au club     | 2009            |
| Archie Hughes            | 14 février 2003   | Pays de Galles       | -                   | Formé au club     | 2022            |
| Demis d'ouverture        |                   |                      |                     |                   |                 |
| Sam Costelow             | 10 janvier 2001   | Pays de Galles       | 20 (47)             | Leicester Tigers  | 2020            |
| Centres                  |                   |                      |                     |                   |                 |
| Joe Hawkins              | 11 juin 2002      | Pays de Galles       | 5 (0)               | Exeter Chiefs     | 2025            |
| Eddie James              | 10 août 2002      | Pays de Galles       | 4 (0)               | Llanelli RFC      | 2023            |
| Macs Page                | 17 décembre 2004  | Pays de Galles       | -                   | Formé au club     | 2024            |
| Joe Roberts              | 10 mai 2000       | Pays de Galles       | 6 (5)               | Formé au club     | 2021            |
| Johnny Williams          | 5 octobre 1996    | Pays de Galles       | 9 (10)              | Newcastle Falcons | 2020            |
| Ailiers                  |                   |                      |                     |                   |                 |
| Tomi Lewis               | 17 janvier 1999   | Pays de Galles       | -                   | Jersey Reds       | 2023            |
| Ellis Mee                | 6 octobre 2003    | Pays de Galles       | 3 (0)               | Nottingham RFC    | 2024            |
| Tom Rogers               | 17 septembre 1998 | Pays de Galles       | 11 (10)             | Formé au club     | 2017            |
| Arrières                 |                   |                      |                     |                   |                 |
| Ioan Jones               | 20 octobre 2004   | Angleterre           | -                   | Gloucester Rugby  | 2025            |
| Ioan Nicholas            | 3 avril 1998      | Pays de Galles       | -                   | Formé au club     | 2015            |
| Blair Murray             | 9 octobre 2001    | Pays de Galles       | 10 (10)             | Canterbury        | 2024            |

### Liste des entraîneurs
- 2003-2006 :  Gareth Jenkins
- 2006-2008 :  Phil Davies
- 2008-2012 :  Nigel Davies
- 2012-2014 :  Simon Easterby
- 2014-2019 :  Wayne Pivac
- 2019-2020 :  Brad Mooar
- 2020-2021 :  Glenn Delaney
- Depuis 2021 :  Dwayne Peel

### Joueurs célèbres
- Lee Byrne
- Phil Bennett
- Nigel Davies
- Phil Davies
- Ieuan Evans
- Ray Gravell
- Stephen Jones
- Robin McBryde
- Rupert Moon
- Dwayne Peel
- Mike Phillips
- Wayne Proctor
- Scott Quinnell
- Mark Taylor
- Delme Thomas
- Chris Wyatt
- Jamie Cudmore
- Mike Hercus
- Dave Hodges
- Sean Lamont
- Simon Easterby

## Équipes associées en Welsh Premier Division
- Llandovery RFC
- Carmarthen RFC
- Llanelli RFC